# جان فلاناگان (ورزشکار)
 جان فلاناگان (انگلیسی: John Flanagan؛ ۹ ژانویهٔ ۱۸۷۳ – ۳ ژوئن ۱۹۳۸) یک ورزشکار اهل ایالات متحده آمریکا و برنده سه مدال طلا المپیک در رشته پرتاب چکش در سالهای ۱۹۰۰، ۱۹۰۴ و ۱۹۰۸ بود.